# Dar Derafsh-e Ebrahim Beygi
Dar Derafsh-e Ebrahim Beygi (în persană داردرفش ابراهيم بيگي,  romanizat și ca Dār Derafsh-e Ebrāhīm Beygī) este un sat din districtul rural Baladarband, în districtul central al județului Kermanshah, provincia Kermanshah, Iran. La recensământul din 2006, populația sa era de 130 de locuitori, în 25 de familii.